# Castello di Clervaux
Il Castello di Clervaux (in francese Château de Clervaux, in lussemburghese Schlass Klierf, in tedesco Schloss Clerf) è un edificio fortificato realizzato nel 1200 a Clervaux, nel distretto di Diekirch, in Lussemburgo.

## Storia e Architettura
Un documento altomedievale del duca Gerhard von Sponheim attesta la presenza di una fortezza a Clervaux fin dal XII secolo. Nel XIII secolo, la fortificazione lignea di Gerhard von Sponheim fu sostituita da un nuovo castello in pietra, ad opera di Walter von Mäysenburg. Pochi anni più tardi, von Mäysenburg ampliò notevolmente il duo castello, aggiungendo la Südflüte (ala sud) e realizzando le possenti torri difensive, adattando, così, Clervaux alle nuove tecniche militari.

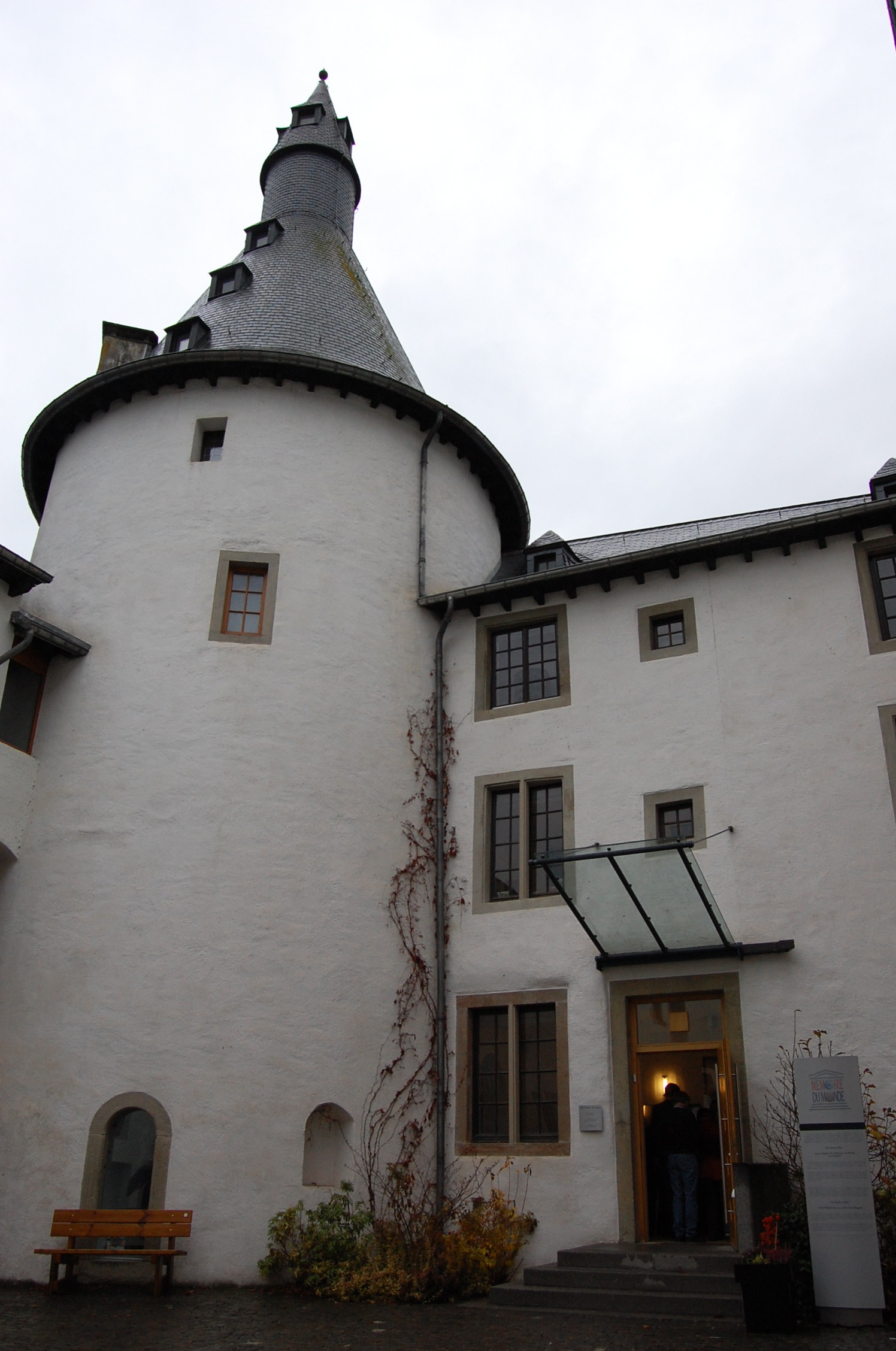
Le poderose torri di Schläss Clervaux

Nel Seicento, i conti di Lannoy, divenuti nuovi proprietari del castello, realizzarono nuove ali abitative, dove, oggi, sono esposte le fotografie della Mënschefamill, di Edward Steichen. Nell'Ottocento, il castello fu acquistato da Adrien de Berlaymont, che sfrutta il castello per gli scopi più disparati, fra cui una cava di marmo e una banca. Nel 1922, il castello fu rilevato da una compagnia alberghiera lussemburghese. Nel 1944, durante la battaglia delle Ardenne, Schläss Clervaux fu distrutto completamente, ma, successivamente, il Lussemburgo iniziò un accuratissimo restauro, che portò Clervaux al suo antico splendore.

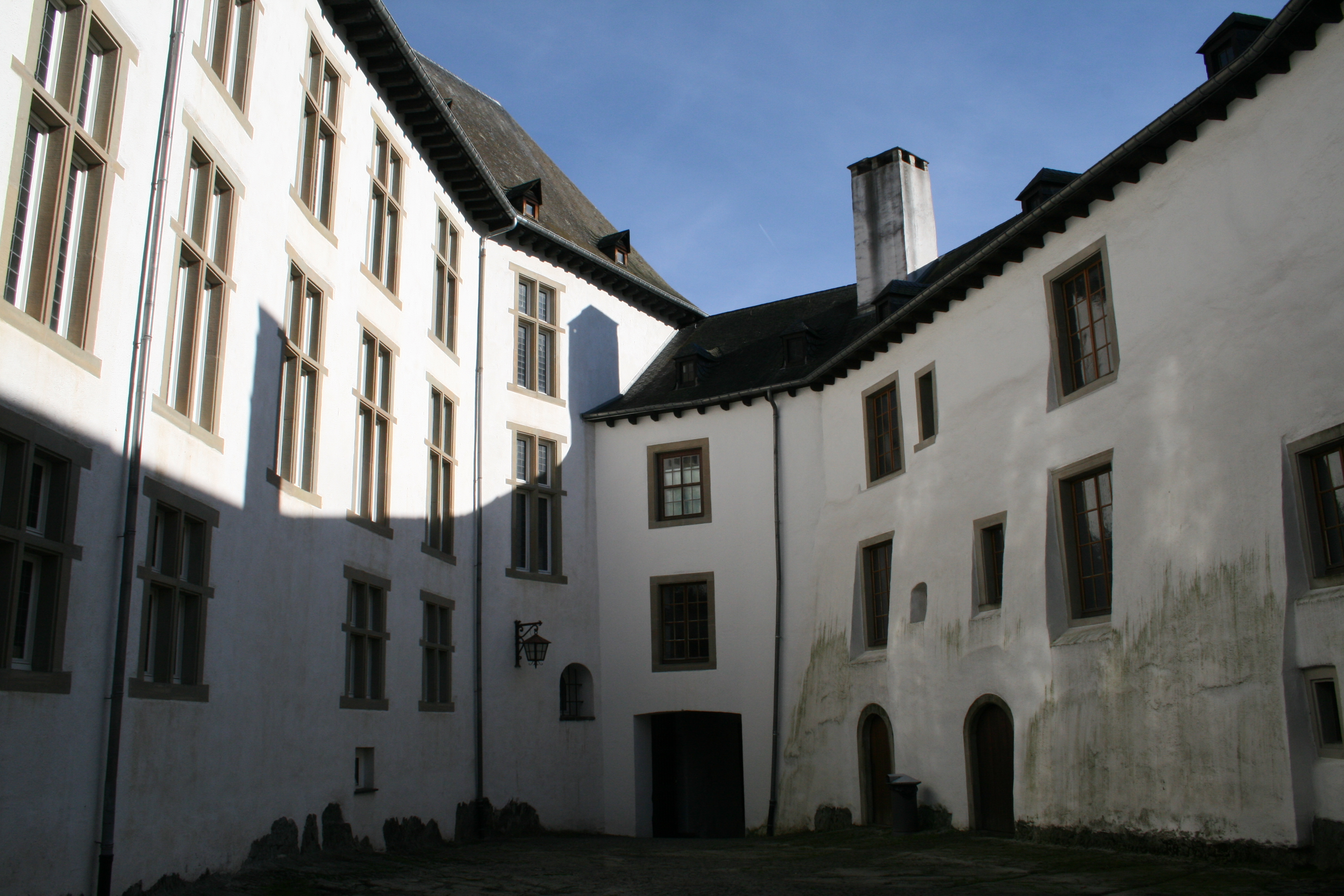

## LaMënschefamill
Edward John Steichen, nato in Lussemburgo, emigrò in America, dove divenne un fotografo di successo, direttore del MoMa di New York. Nel 1952, raccolse le 500 fotografie più significative sul tema dell'umanità, speditegli da alcuni colleghi e creò una collezione fotografica chiamata "La Famiglia dell'Uomo" (Mënschefamill in lussemburghese), dalla frase di Abramo Lincoln "The Family of man". La raccolta, allestita in quasi 70 paesi, è stata allestita, alla morte di Steichen, nel Castello di Clervaux, nella Südflüte e, oggi, costituisce un immenso patrimonio culturale che attira, ogni anno, migliaia di turisti.

## LAusstellung vum Ardennen Krich

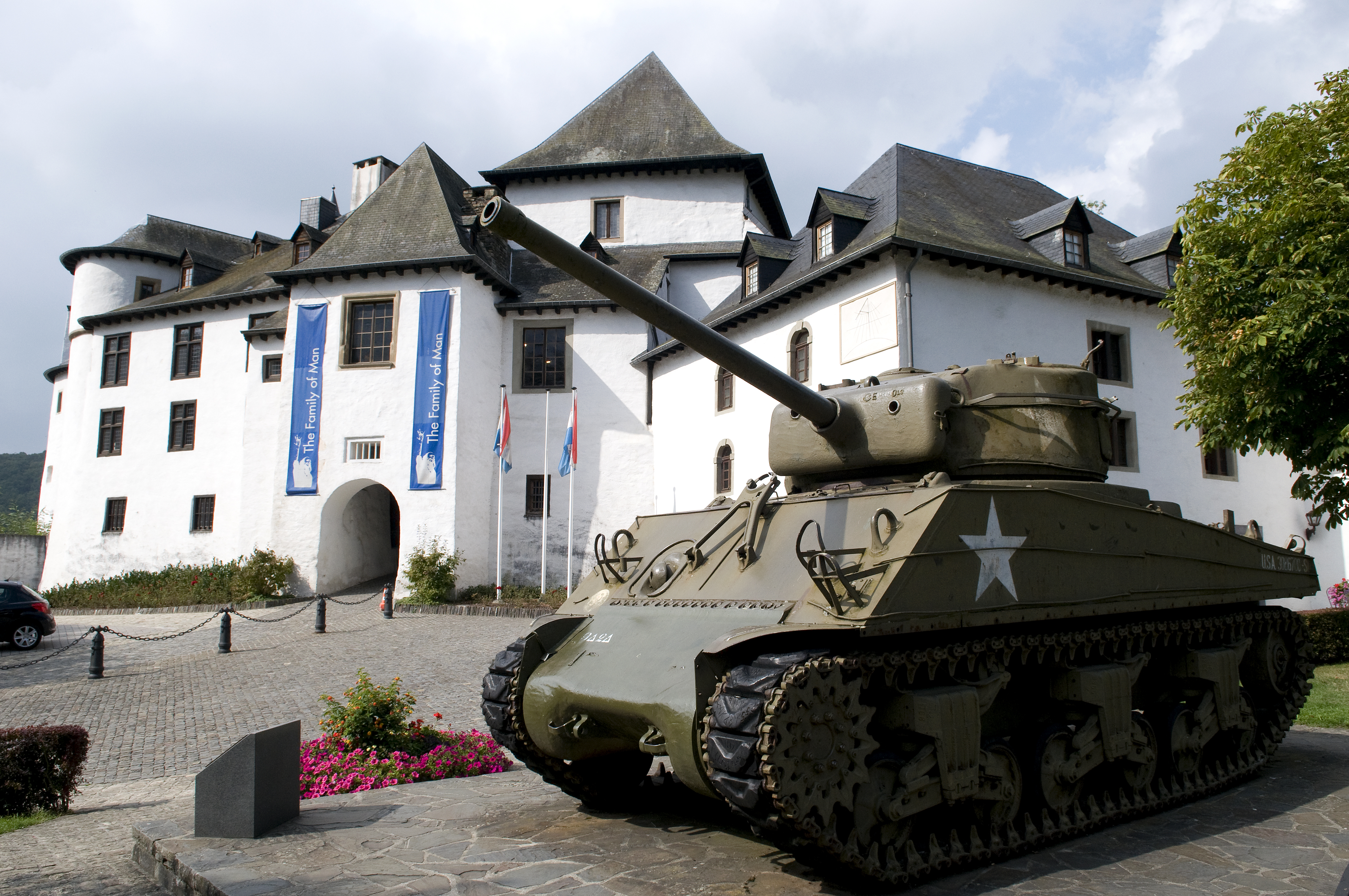
Un carro armato del 1944 posto all'ingresso di Schläss Clervaux a ricordo della battaglia delle Ardenne